# Turquía en los Juegos Olímpicos de Río de Janeiro 2016
Turquía confirmó su participación en los Juegos Olímpicos de 2016 en Río de Janeiro, Brasil, del 5 al 21 de agosto de 2016.
El luchador Rıza Kayaalp fue el abanderado turco durante la ceremonia de apertura.

## Medallas
| Medalla           | Nombre            | Deporte                | Evento                        | Fecha        |
| ----------------- | ----------------- | ---------------------- | ----------------------------- | ------------ |
| Medalla de plata  | Daniyar Ismayilov | Levantamiento de pesas | Menos de 69 kg masculino      | 9 de agosto  |
| Medalla de plata  | Rıza Kayaalp      | Lucha                  | Grecorromana 130 kg masculina | 15 de agosto |
| Medalla de bronce | Cenk İldem        | Lucha                  | Grecorromana 98 kg masculina  | 16 de agosto |
| Medalla de bronce | Yasmani Copello   | Atletismo              | 400 metros vallas             | 18 de agosto |

## Deportistas
| Deporte           | Hombres | Mujeres | Total |
| ----------------- | ------- | ------- | ----- |
| Atletismo         | 20      | 11      | 31    |
| Bádminton         | 0       | 1       | 1     |
| Baloncesto        | 0       | 12      | 12    |
| Boxeo             | 6       | 0       | 6     |
| Ciclismo          | 2       | 0       | 2     |
| Equitación        | 1       | 0       | 1     |
| Esgrima           | 0       | 1       | 1     |
| Gimnasia          | 1       | 1       | 2     |
| Halterofilia      | 1       | 3       | 4     |
| Judo              | 1       | 3       | 4     |
| Lucha             | 9       | 5       | 14    |
| Natación          | 1       | 3       | 4     |
| Pentatlón moderno | 0       | 1       | 1     |
| Piragüismo        | 0       | 1       | 1     |
| Remo              | 2       | 0       | 2     |
| Taekwondo         | 1       | 1       | 2     |
| Tenis             | 0       | 1       | 1     |
| Tenis de mesa     | 1       | 1       | 2     |
| Tiro              | 4       | 0       | 4     |
| Tiro con arco     | 1       | 1       | 2     |
| Vela              | 4       | 2       | 6     |
| Total             | 55      | 48      | 103   |

### Natación
| Atleta                 | Evento               | Preliminares | Preliminares | Semifinales | Semifinales | Final     | Final     |
| Atleta                 | Evento               | Tiempo       | Pos.         | Tiempo      | Pos.        | Tiempo    | Pos.      |
| ---------------------- | -------------------- | ------------ | ------------ | ----------- | ----------- | --------- | --------- |
| Viktoriya Zeynep Güneş | 400 m Cuatro estilos | 4:41,79      | 18º          | —           | —           | No avanzó | No avanzó |

| Atleta      | Evento      | Preliminares | Preliminares | Semifinales | Semifinales | Final     | Final     |
| Atleta      | Evento      | Tiempo       | Pos.         | Tiempo      | Pos.        | Tiempo    | Pos.      |
| ----------- | ----------- | ------------ | ------------ | ----------- | ----------- | --------- | --------- |
| Nezir Karap | 400 m libre | 3:58,37      | 43.º         | —           | —           | No avanzó | No avanzó |